# Antwan Applewhite
Pour les articles homonymes, voir Applewhite.
(en) Statistiques sur pro-football-reference
Antwan Deandre Applewhite (né le 31 décembre 1985 à Los Angeles) est un joueur américain de football américain. 

## Enfance
Applewhite étudie à la Narbonne High School où il se démarque comme un bon joueur défensif.

## Carrière

### Université
Il entre à l'université d'État de San Diego, jouant avec l'équipe de football américain des Aztecs.

### Professionnel
Antwan Applewhite n'est sélectionné par aucune équipe lors du draft de la NFL de 2007. Le 30 avril 2007, il signe comme agent libre non-drafté avec la franchise des Chargers de San Diego mais il est libéré le 1er septembre, avant le début du championnat. Néanmoins, il revient le 21 novembre de cette même année mais cette fois, il entre dans l'équipe d'entrainement. Avant le début de la saison 2008, il est une nouvelle fois libéré avant d'intégrer pour une seconde fois l'équipe d'entrainement. Le 9 septembre, Applewhite est appelé en équipe active (effectif jouant les matchs de la NFL) après la blessure de Shawne Merriman. Il entre au cours de quatorze matchs lors de cette saison, provoquant son premier fumble et taclant à neuf reprises.
En 2009, il n'apparaît qu'une fois sur les pelouses de la NFL avant de décrocher sa place de titulaire pour la saison 2010 où il joue les seize matchs de la saison dont treize comme titulaire, faisant trois sacks, deux provocations de fumble et trente-cinq tacles.
Son contrat arrivant à terme, Antwan signe le 31 juillet 2011 avec les 49ers de San Francisco avant qui il joue les matchs de pré-saison mais il est libéré le 6 septembre 2011. Le 5 octobre, il signe avec les Panthers de la Caroline.

## Palmarès
- Mention honorable de la Mountain West Conference en 2005.